# خوشبخت بشی، عزیزم!
«خوشبخت بشی، عزیزم!» (به انگلیسی: Good Luck, Babe!) ترانه‌ای از خواننده-ترانه‌پرداز آمریکایی چپل رون می‌باشد که در ۵ آوریل سال ۲۰۲۴ از سوی امیوزمنت رکوردز و آیلند رکوردز به‌عنوان تک‌آهنگ منتشر گردید. «خوشبخت بشی، عزیزم!» از لحاظ غنایی به دگرجنس‌گرایی اجباری اشاره دارد و زنی را توصیف می‌نماید که احساسات عاشقانهٔ خود را نسبت به رون و کلاً زنان انکار می‌کند.